# Georg Samuel Dörffel

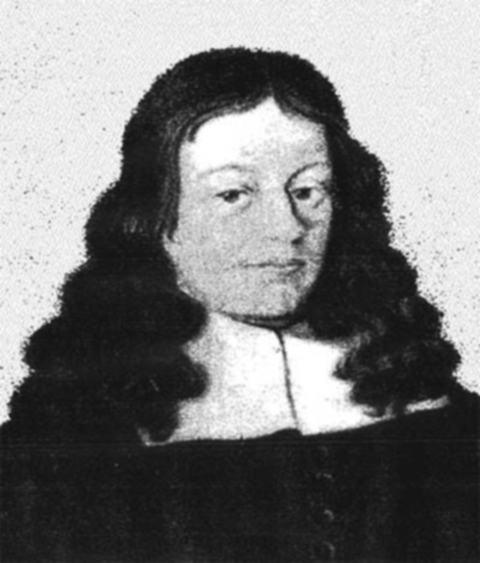
Georg Dörffel

Georg Samuel Dörffel (ur. 11 (21 października) 1643 w Plauen, zm. 6 (16 sierpnia)  1688 w Weidzie) – niemiecki astronom. Udowodnił (kontynuując myśl swego nauczyciela – Jana Heweliusza) w swym dziele Astronomiczna obserwacja wielkiej komety 1680-81 (przed ukazaniem się teorii grawitacyjnej Newtona), iż komety poruszają się po orbitach parabolicznych, w których ognisku znajduje się Słońce. Na jego cześć została nazwana odkryta w 1982 roku planetoida z pasa głównego asteroid (4076) Dörffel.